# 754
754 (DCCLIV) var ett normalår som började en tisdag i den julianska kalendern.

## Händelser

### Okänt datum
- Canterbury drabbas av en brand.
- Konsiliet i Hieria äger rum.

## Födda
- Li Fan, kinesisk kansler.
- Lu Zhi, kinesisk kansler.

## Avlidna
- Childerik III, kung av Frankerriket 743–751 (död omkring detta eller nästa år)
- Bonifatius dödas hos friserna (eller 755).
- Karloman, Maior domus
- Hiltrud, hertiginna och regent av Bayern